# Beta monodiana
Beta monodiana är en amarantväxtart som beskrevs av René Charles Maire. Beta monodiana ingår i släktet betor, och familjen amarantväxter. Inga underarter finns listade i Catalogue of Life.